# Патэма наоборот
Патэма наоборот (яп. サカサマのパテマ сакасама но патэма) — полнометражный анимационный фильм, созданный студией Purple Cow Studios Japan вместе с режиссёром Ясухиро Ёсиурой. Премьера фильма состоялась на внеконкурсной программе международного фестиваля анимационных фильмов в Анси (Annecy International Animated Film Festival). Начало проката в Японии с 9 ноября 2013 года. В январе 2014 года компания Реанимедиа официально объявила о приобретении лицензии на фильм, в прокат он вышел 27 марта 2014 года.

## Сюжет
В результате некой произошедшей в прошлом катастрофы человечество разделилось на два народа. Для первого народа гравитация действует наоборот и его представители, а также используемые ими вещи падают в небеса. Однако эти люди живут под землей, поэтому большой угрозы для них эта особенность не представляет. Для второго народа гравитация действует обычным образом и он живёт на поверхности земли. Жизни этих двух народов практически не пересекаются, и о существовании друг друга бо́льшая часть их представителей не знает. Однако у живущих на поверхности людей есть история о том, что в прошлом грешники улетели на небеса. Поэтому в обществе считается недопустимым смотреть на небо и следует направлять свой взгляд на землю.

## Короткометражный сериал
В 2012 году, до выпуска полнометражного фильма вышел короткометражный сериал, состоящий из 4 серий, под названием Sakasama no Patema: Beginning of the Day (яп. サカサマのパテマ Beginning of the Day). Он представляет собой первые полчаса фильма, разбитый на 4 части.

## Персонажи
Патэма (яп. パテマ Патэма)
Главная героиня истории. Дочка Старейшины, вождя народа, которая стала исследовать подземный мир. Патэма очень любопытна, любит лазать по запрещённым местам и мечтает увидеть «внешний мир». Во время очередного исследования заброшенных коридоров Патэма  столкнулась с существом, что стояло на потолке, словно на полу. Испугавшись, Патэма выбежала на ненадёжный мост и сорвалась в пропасть, но не погибла, а вылетела в совершенно незнакомое ей место с небом и травой.
Сэйю — Юкиё Фудзии
Эйдж (яп. エイジ Эидзи)
Один из главных героев. Мечтатель, плохо вписывающийся в тоталитарное общество на поверхности. Его отец построил летательный аппарат, но погиб во время его испытаний. Ночью, лёжа за пределами школьного общежития, Эйдж встретил девушку, которая вылетела из-под земли, и едва не упала в небо. Эйдж спас Патэму, нашёл для неё безопасное место и старался защитить.
Сэйю — Нобухико Окамото
Порта (яп. ポルタ Порута)
Сэйю — Синтаро Охата

## Создатели
- Автор концепции, автор сценария, режиссёр: Ясухиро Ёсиура
- Художник-постановщик, разработка персонажей: Ясухиро Ёсиура
- Композитор: Митиру Осима
- Исполнитель эндинга: Эстель Мишо

## Саундтрек
Музыка к аниме была записана Российским государственным симфоническим оркестром кинематографии на студии «Мосфильм». Композитор — Митиру Осима. Заключительная песня «Patema Inverse» была исполнена на языке эсперанто французской певицей Эстель Мишо, авторы текста песни — Рико Сиоя, Фудзимаки Кенъити, и Дзюнъити Сибаяма. Саундтрек к аниме был выпущен на CD, как часть ограниченного издания данного аниме в Японии на Blu-ray/DVD.

## Отзывы
Патэма получила в основном положительные отзывы. Рейтинг одобрения на сайте Rotten Tomatoes составил 79 %, со средним рейтингом 5.7 из 10 на основе рецензий 14 критиков. В 8 обзорах на Metacritic средний результат 66 из 100.
The New York Times назвал фильм восхитительным, отметил музыкальное сопровождение и мягкую и детализированную анимацию. Фильм сравнили с картиной Параллельные миры (фильм) 2012 года из-за сходства сюжета и основной темы.
Фильм «Патэма наоборот» получил награды на Scotland Loves Anime 2013. Номинировался на Asia Pacific Screen Award for Best Animated Feature Film на 7м Asia Pacific Screen Awards.